# Javier Moreno Valera
Javier Moreno Valera (Silla, 10 de setembre de 1974) és un exfutbolista professional valencià. Jugava com a davanter i des d'octubre de 2015 és entrenador del Novelda.

## Biografia
Va formar-se com a futbolista al planter del FC Barcelona, encara que sense arribar a debutar amb el primer equip va marxar al Córdoba CF, on només jugà la temporada 1996-97, passant després pel Yeclano Deportivo i el Deportivo Alavés. La temporada 1998-99 va aconseguir l'ascens a Primera divisió amb el CD Numancia, marcant 18 gols en 39 partits i tornant a l'Alavés a la campanya 1999-2000.
Al conjunt basc assolí rellevància internacional, arribant a disputar la final de la Copa de la UEFA davant el Liverpool FC, on marcà dos gols en només tres minuts. A la lliga aconseguí marcar 22 gols en 34 partits. Aquesta gran actuació li va permetre fitxar per un dels clubs més poderosos d'Europa, l'AC Milan.
Al Milan no va gaudir de moltes oportunitats, tornant a Espanya la temporada següent per fitxar per l'Atlètic de Madrid, que acabava de pujar a Primera Divisió i en la seva primera temporada marcà cinc gols en 24 partits. A la temporada 2003-04 no va entrar en els plans de l'aleshores entrenador Gregorio Manzano, i va marxar cedit al Bolton Wanderers on només jugà vuit partits.
A la temporada següent jugà al Reial Saragossa on no va acabar de demostrar la seva qualitat, i va decidir provar sort al Córdoba CF de Segona Divisió B. A l'equip andalús va aconseguir l'ascens a Segona i la posterior permanència a la categoria de plata, deixant el club verd-i-blanc després de tres anys per marxar al SE Ibiza-Eivissa de Segona B.
Jugà a l'equip pitiús durant tres mesos, deixant el club en desembre del 2008 pel fet de "no comptar amb l'entrenador i no suposar una càrrega per al club". En gener del 2009 en reincorporà a l'equip, després de la dimissió de l'entrenador, renunciant al seu sou donada la crisi econòmica que assolava el club eivissenc, però no va tornar a jugar a causa d'una lesió.
El 7 de juliol de 2009 va fer-se oficial el seu fitxatge pel Lucena CF de la Segona Divisió B, però el desembre del mateix any va deixar l'equip i va retirar-se del futbol.